# Сновидения (фильм)
«Сновидения» (англ. In dreams) — психологический триллер режиссёра Нила Джордана по мотивам романа Бари Вуд «Глаза куклы». Последний завершенный фильм Роберта Дауни-младшего до направления в Коркоран 2 в связи с обвинениями в употреблении и хранении наркотиков.

## Сюжет
Эпиграф: «В 1965 году для создания Нортфилдского водохранилища, был эвакуирован город Нортфилд. Семь с половиной миллионов тонн воды вылилось на пустые улицы, вычеркнув из памяти всех когда-либо живших здесь, оставляя лишь затопленный город-призрак.»
Клэр Купер — иллюстратор детских книжек, любящая жена и заботливая мать. Её единственная дочь Ребекка готовится к роли в школьной постановке «Белоснежки». Эту идиллическую картину нарушают тревожные сны. В них незнакомый человек неопределённого пола с рыжими волосами ведет маленькую девочку по яблоневому саду. Что-то плохое поджидает невинную девочку впереди.
После школьной постановки «Белоснежки» Клэр прощается с мужем, Полом (он пилот гражданской авиации и вынужден улететь на два дня). Попрощавшись, Клэр ищет среди школьниц свою дочь. Та одета в костюм феи и может быть под маской. Очень скоро становится очевидно, что девочка исчезла. Ночные поиски ничего не дают кроме свисающих с куста крыльев феи, какие были на костюме дочери. Клэр с ужасом понимает, что невинная девочка из тревожных снов это её дочь Ребекка.
Утром труп Ребекки находят в озере водолазы. У Клэр происходит нервный срыв, и она гонит машину с дамбы в озеро. В коме её продолжают преследовать тревожные сны. Теперь это затопленный город. На стенах внутри одного из домов она видит странный стишок:
Долларом был мой отец,
Я на заборе про то написал.
Долларом был мой отец,
Сотню центов никто бы не дал.
Через шесть недель она приходит в себя в больнице. Пропала ещё одна девочка. Клэр уверена, что злодей не только продолжает творить ужасные вещи, но и постепенно пожирает её разум. Это приводит её к ещё одной попытке самоубийства: она режет вены на руках, лишь бы прекратить этот кошмар.
Врачи диагностируют психоз и помещают Клэр в лечебницу для душевнобольных. Нельзя сказать что лечение идёт ей на пользу. Безумие постепенно поглощает её. Теперь видения показывают, что муж её лежит мёртвым в номере 401 отеля «Карлтон», а их собака Тобби обгладывает ему лицо; в то время как в реальности Пол приходит навестить её.
Пройдя терапию теразином, Клэр перестаёт бросаться на обслуживающий персонал и её переводят из одиночной палаты с мягкими стенами к другим пациентам. В своей новой палате под плохо приклеенными обоями, она обнаруживает всё тот же странный стишок про «папу-доллар», но теперь с подписью — Вивьен Томпсон. Соседка тоже видит выцарапанные на стене слова. Это придаёт Клэр уверенности будто она не умалишённая, и она решается бежать. Тем более в очередном видении она видит угрозу для ещё одной девочки — Руби.
Вивьен Томпсон — мальчик из снов Клэр — терпел издевательства и унижения от своей матери. Она наказывала его, запирая в сундуке, приковывала к кровати кандалами. А когда город эвакуировали, бросила на произвол судьбы. Несмотря на полное затопление города, ему удалось спастись и выплыть на поверхность, где его и нашли инженеры. Из-за психических травм мальчик стал психопатом. К нему даже применяли электрошоковую терапию. Будучи подростком, Вивьен пробрался через вентиляционные коммуникации из своей палаты в раздевалку для медперсонала, переоделся в медсестру и уехал на машине с охранником. По ходу побега он заколол одну из медсестёр и прострелил голову охраннику из его же табельного оружия.
Клэр бежит тем же образом что и Томпсон четверть века назад. Только в отличие от него, никого при этом не убивая. В конце побега Клэр встречает Вивьена, он ждал её у озера, чтобы доставить на заброшенную фабрику Good Apple, по загадочной причине до краёв наполненной свежими яблоками. По его замыслу теперь они заживут дружной семьёй: он, Клэр и Руби. Но Клэр понимает, что такому психопату сложно будет не убить кого-нибудь, появись у него такое желание, и она заставляет Руби бежать и позвать на помощь. Для неё же самой всё заканчивается плохо. Несмотря на то что полиции удаётся арестовать Томпсона, Клэр гибнет в водах озера. Последнее видение — объятия Ребекки — примиряет её со смертью.
Вивьена Томпсона суд признаёт невменяемым и определяет на принудительное лечение под стражей. Убийцу это не особо заботит. Он уже бывал в подобных учреждениях прежде, и полагает, что может пережить это. Но их связь с Клэр всё ещё не закончилась, и теперь она возвращается с того света, чтобы сделать его жизнь такой же невыносимой, как была её с тех пор как пропала Ребекка.

## В ролях
| Актёр/Актриса        | Исполняемая роль               | Оригинальное название роли |
| -------------------- | ------------------------------ | -------------------------- |
| Аннетт Бенинг        | Клэр Купер                     | Claire Cooper              |
| Кэти Сагона          | Ребекка Купер                  | Rebecca Cooper             |
| Эйдан Куинн          | Пол Купер                      | Paul Cooper                |
| Роберт Дауни-младший | Вивьен Томпсон                 | Vivian Thompson            |
| Пол Гилфойл          | Детектив Джек Кэй              | Detective Jack Kay         |
| Кэтлин Ланглуа       | Белоснежка                     | Snow White                 |
| Дженнифер Берри      | Охотник                        | Hunter                     |
| Амелия Клэр Новотны  | Принц                          | Prince                     |
| Кристин Сроке        | Охотник                        | Hunter                     |
| Роберт Уолш          | Мужчина на школьной постановке | Man at School Play         |
| Дэниз Кормье         | Женщина на школьной постановке | Woman at School Play       |
| Джон Фьоре           | Полицейский                    | Policeman                  |
| Кен Чизман           | Санитар                        | Paramedic                  |
| Деннис Буцикарис     | Доктор Стивенс                 | Doctor Stevens             |
| Стивен Ри            | Доктор Сильверман              | Doctor Silverman           |
| Марго Мартиндейл     | Медсестра Флойд                | Nurse Floyd                |
| Джун Льюин           | Любезная медсестра             | Kindly Nurse               |
| Памела Пэйтон-Райт   | Этель                          | Ethel                      |
| Кристал Бэнн         | Руби                           | Ruby                       |
| Дороти Двайер        | Приёмная мать                  | Foster Mother              |

## Критика
Кристофер Налл с сайта filmcritic.com дал картине две из пяти звёзд, сказав: «Рассказ никак не собирается в единое целое, несмотря на захватывающее исполнение Бенинг полнейшего сумасшествия». Адам Голдберг из All Movie Guide дал фильму три из пяти звёзд, прокомментировав что этот фильм «слегка захватывающий хотя и несвязанный триллер… В конечном счете, „Сновидения“ это смесь „Изгоняющего дьявола“ и „Кошмара на улице Вязов“, просто ему не хватило нового и будоражащего взгляда на предпосылку сон-реальность».